# Elovsbyn
Elovsbyn är en bebyggelse i Töcksmarks socken i Årjängs kommun vid västra stranden av Töck. Från 2015 till 2023 avgränsade SCB här en småort.